# Horváth Lajos (politikus, 1957)
Horváth Lajos (Paks, 1957. július 26. –) magyar bánya- és gépészmérnök, politikus, országgyűlési képviselő.

## Életpályája

### Iskolái
Az általános iskolát Szekszárdon és Dombóváron járta ki. Gimnáziumi tanulmányait Dombóváron végezte el; 1975-ben érettségizett a dombóvári Gőgös Ignác Gimnázium fizika szakán. 1976–1981 között a Budapesti Műszaki és Gazdaságtudományi Egyetemen tanult, ahol folyamattervező gépészmérnök lett.

### Pályafutása
1981–1988 között a Magyar Tudományos Akadémia Kutatóeszközgyártó Vállalat (KUTESZ) munkatársa, a VEGYÉPSZER tervezőmérnöke; fél évig Észak-Szibériában olajipari munkát végzett. 1988–1990 között a Láng Dombóvári Gépgyártó Leányvállalat mérnöke volt. 1993-tól a Magyar Út Körök elnökségi tagja. 1999–2000 között a Honvédelmi Minisztérium védelempolitikai főosztályvezetője volt. 2000–2003 között a Honvédelmi Minisztérium brüsszeli védelempolitikai részlegének vezetője volt. 2003-tól a Hadtörténeti Intézet és Múzeum munkatársa. 2005 óta a Hadisírgondozó Iroda vezetője.

### Politikai pályafutása
1988–1993 között az MDF tagja volt. 1989–1991 között az MDF országos választmányi tagja volt. 1990–1993 között, valamint 1993–1994 között a Honvédelmi bizottság tagja volt. 1990–1994 között országgyűlési képviselő (Dombóvár, 1990–1993: MDF; 1993–1994: MIÉP) volt. 1993-ban a MIÉP egyik alapító tagja, 1993–1994 között ügyvezető elnöke volt. 1993–1994 között a MIÉP frakcióvezetője volt. 1993–1994 között a Magyar Igazság nemzetpolitikai csoport ügyvivője volt. 1994-ben a MIÉP képviselőjelöltje volt. 1995-től az FKGP tagja. 1998-ban az FKGP képviselőjelöltje volt.